# Gedempte Oude Gracht

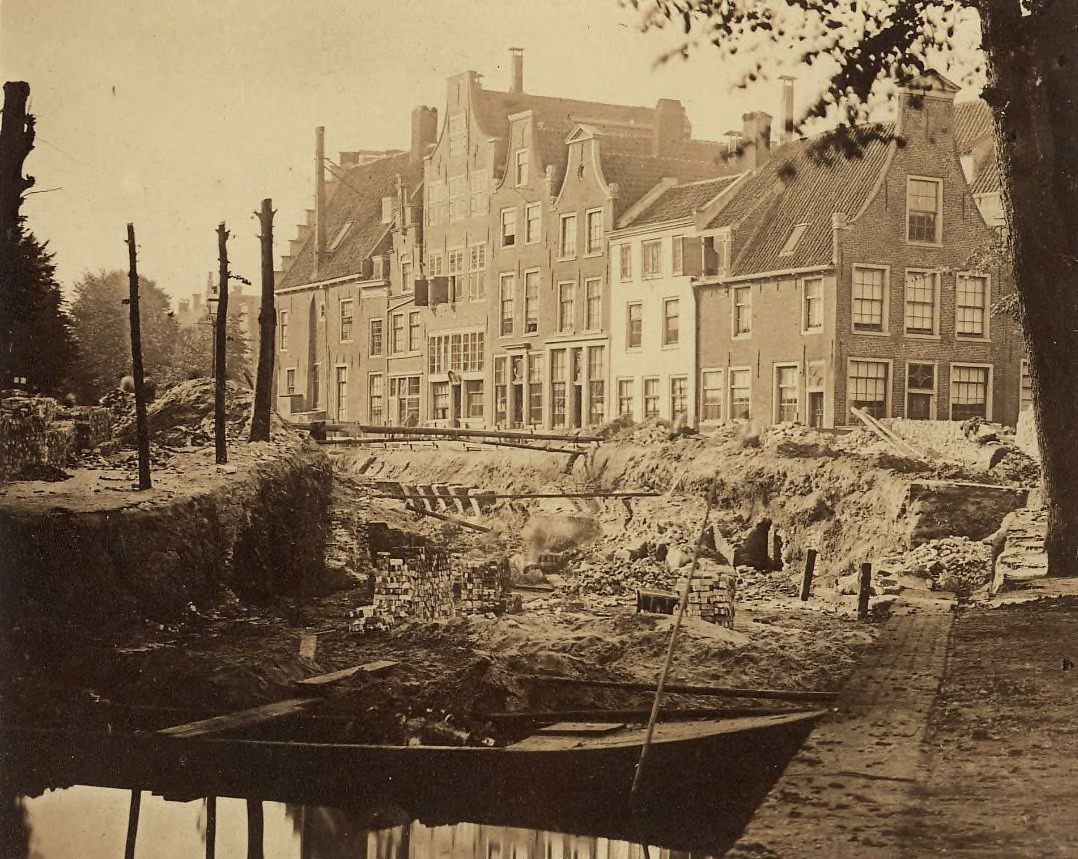
demping van het Verwulft en de Oude Gracht in 1859

De Gedempte Oude Gracht is een straat in het centrum van Haarlem. De naam verwijst naar de oude stadsgracht die hier tot 1859 heeft gelegen, en tot in de 15e eeuw de grens van de stad was. De gracht werd in de 19de eeuw gedempt door een onverwachte bijwerking van de drooglegging van het Haarlemmermeer. Hierdoor ging het Spaarne minder snel stromen, en konden de Haarlemse grachten niet goed worden gespuid, waaronder de Oude Gracht waardoor deze begon te stinken en voor drooglegging werd gekozen.
In 1995 werd de voormalige brandweerkazerne gelegen op nummer 135 gesloopt. Er werden toen bewoningssporen aangetroffen daterend uit de 12de eeuw, de eerste sporen van bebouwing dateerden uit de 15de eeuw. In het noorden, ter hoogte van de Zijlstraat liep de gracht over in de Kraaienhorstergracht. In het zuiden ter hoogte van nummer 124 en net voorbij de Kleine Houtstraat werd de gracht smaller en heette het laatste stuk tot aan het Spaarne dan ook Smalle Oude Gracht.
In 2008 werd de straat gerenoveerd en heringericht. Hierbij werd eenrichtingsverkeer voor auto's ingevoerd vanaf de Turfmarkt richting de Raaks; in tegengestelde richting is een vrije busbaan aangelegd.
De straat telt tientallen rijksmonumenten. Zijstraten zijn: Essenstraat, De Witstraat, Justine de Gouwerhof, Kleine Houtstraat, Groot Heiligland, Schagchelstraat, Klein Heiligland, Frankestraat, Grote Houtstraat, Gierstraat, Koningstraat, Botermarkt, Stoofsteeg, Zuiderstraat, Drossestraat, Jacobijnestraat, Raaks en Zijlstraat. De straat loopt in het noorden over in de Nassaulaan, de voormalige en gedempte Kraaienhorstergracht.

## Bruggen
De Oude Gracht werd overspannen door een aantal bruggen. Van noord naar zuid waren dit de Zijlbrug in de Zijlstraat; de Jacobijnebrug ter hoogte van de Jacobijnestraat en Drossestraat; de Gasthuisbrug, Sint Gangolfbrug of Koningsbrug bij de Koningstraat; de Grote Houtbrug in de Grote Houtstraat, de Franke(n)brug tussen de Frankestraat en het Klein Heiligland, de Kleine Houtbrug in de Kleine Houtstraat en de Wapenbrug bij de monding in het Spaarne.